# Masque tatanua

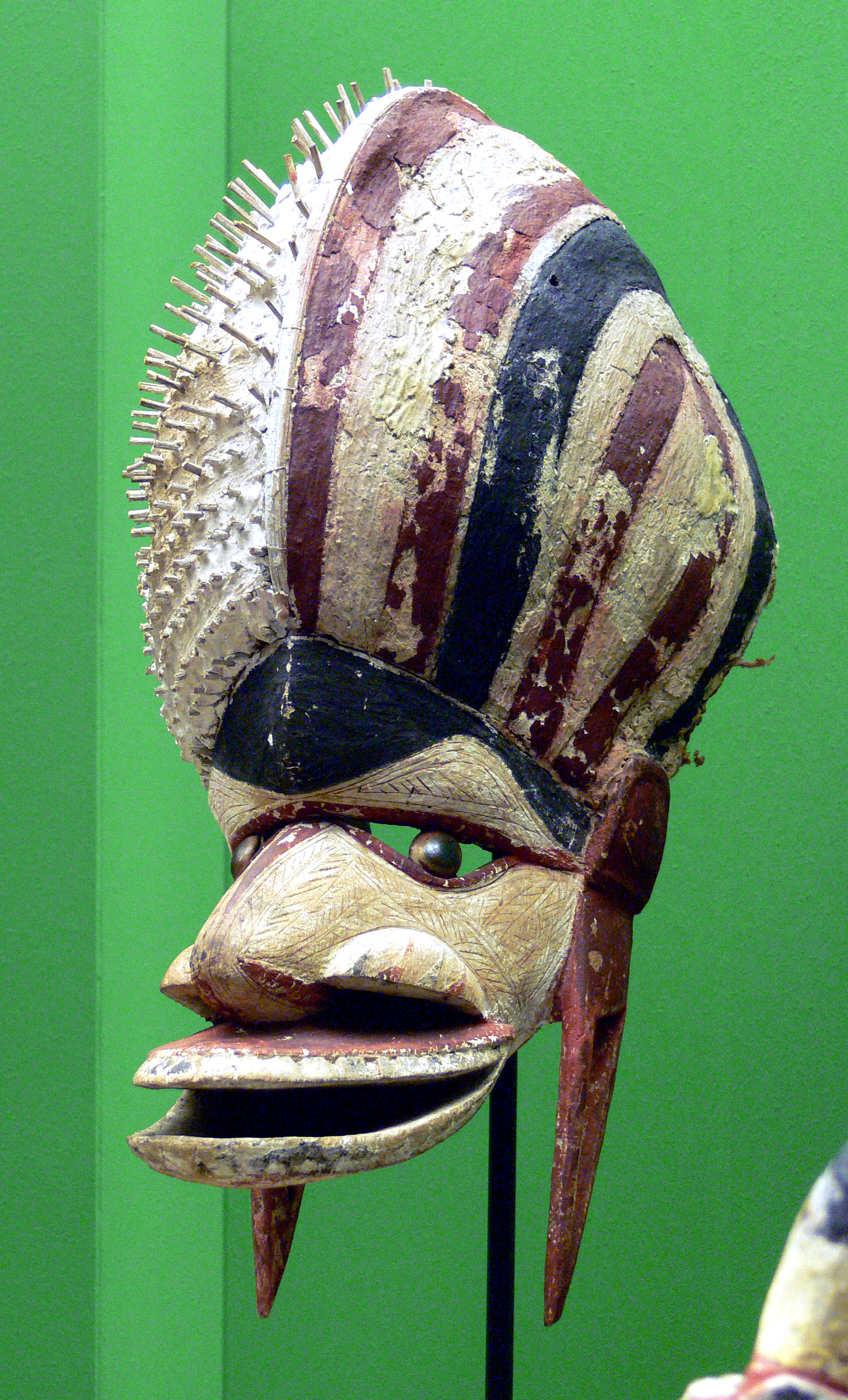
Exemple de masque tatanua (musée d'ethnologie de Berlin).

Le masque tatanua, ou simplement le tatanua, est un type de masque traditionnel fabriqué par les autochtones de la province de Nouvelle-Irlande, en Papouasie-Nouvelle-Guinée. Les masques sont faits de bois et d'autres matériaux naturels. Ils étaient utilisés lors des rites funèbres du malagan.

## Fabrication

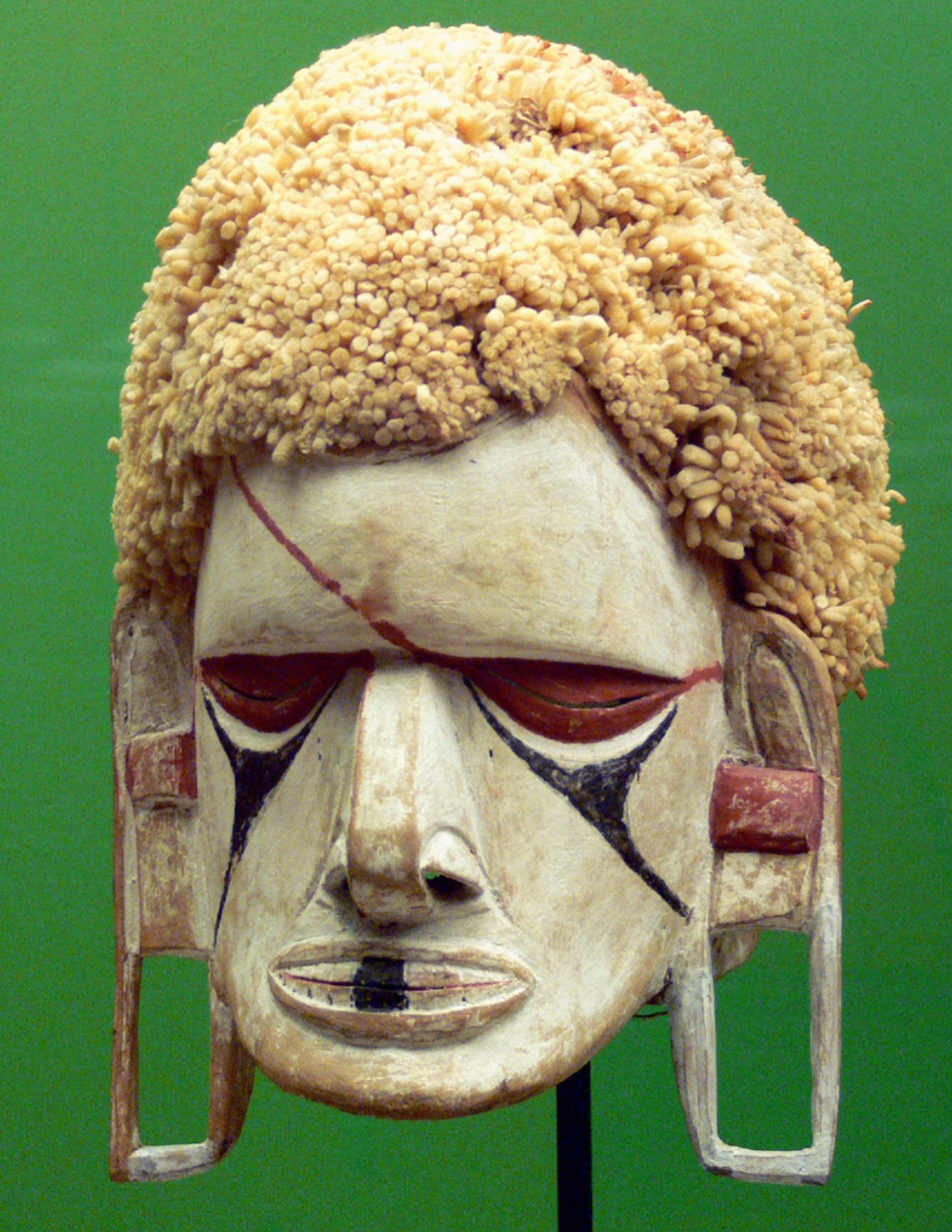
Les masques tatanua ont des styles variés.

Les masques tatanua sont généralement sculptés dans le bois d'alstonia puis complétés et décorés de fibres de canne à sucre, de laine ou d'autres toisons animales. Le visage est coloré avec de la craie et d'autres colorants naturels,. Ceux du type à haute coiffure sont faits sur une armature de canne recouverte autrefois d'écorce ou, par la suite, de tissu importé. Outre le tissu, certains masques incorporent aussi des agents azurants importés, qui rendent les surfaces théoriquement blanches légèrement bleutées. 
Les masques sont souvent identifiables par leurs lobes d'oreille percés et leur bouche proéminente, généralement sculptée comme si elle était ouverte. Ils peuvent aussi être identifiés par le dessin asymétrique de leur coiffe : le masque est laissé chauve d'un côté pour imiter la coiffure de l'autochtone qui se rase ainsi la tête pour montrer qu'il est en deuil.

## Usage rituel

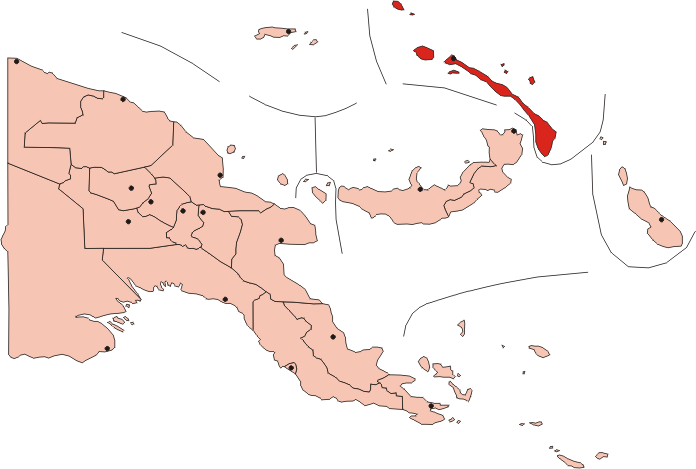
Nouvelle-Irlande, Papouasie-Nouvelle-Guinée.

Les masques tatanua étaient portés par des danseurs rituels dans le cadre des cérémonies du malagan. Ces rites funéraires étaient organisés par la famille du défunt en signe de respect pour lui et pour communiquer avec les divinités. Des mannequins ou des statues représentant l'âme du défunt étaient également employés. Faits pour célébrer les qualités du défunt, ils utilisaient des symboles anthropomorphiques où l'on peut voir une représentation du lien entre le peuple de Nouvelle-Irlande, ses créations et le monde de l'au-delà. Les danses étaient exécutées en groupe. Seuls ceux qui étaient respectés étaient admis à l'honneur d'exécuter la danse et il était important que les spectateurs constatent la force de la communauté. 
La fabrication des masques sculptés pouvait prendre plusieurs mois, si bien qu'il pouvait s'écouler un certain temps avant que la personne décédée soit célébrée. Les cérémonies auraient servi à la communauté comme moyen de démontrer ses qualités à ses voisins en même temps que de se rencontrer, de s'accorder et d'accomplir l'aspect culturel du décès d'un de ses membres.

## Exemples
Des exemples de ce type de masque sont visibles au musée ethnologique de Berlin, au musée de Derby, au British Museum et au musée d'art d'Indianapolis.